# Paul Garred
Paul Garred (né le 23 mai 1985) est le batteur et percussionniste du groupe anglais The Kooks.

## Biographie
Bien que le groupe ait été formé à Brighton, Paul est né à Seaford. Il étudie à l'Institut de Formation Supérieure principal de Seaford, où sa mère est encore une des professeures. Quand il a environ 16 ans, il joue dans le groupe local appelé "Stairwell", qui changent par la suit leur nom en "Little Help" avant de se dissoudre. Paul va ensuite à la BRIT school à Croydon où il rencontre Luke Pritchard et Hugh Harris. Par la suite, Il s'inscrit à l'institut de musique de Brighton où il rencontrent Max Rafferty et forment "The Kooks".
Ses Influences musicales comprennent The Police et Dire Straits.